# Ludovica des Bordes

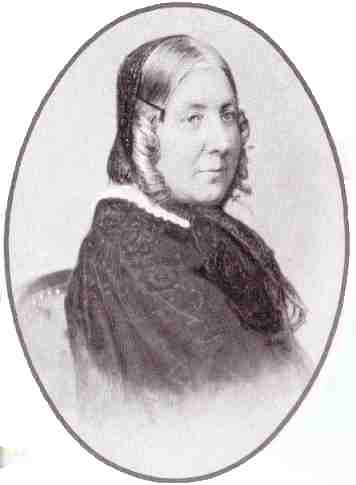
Maria Ludovica Katharina Brentano von La Roche

Ludovica Freifrau von des Bordes (* 9. Januar 1787 in Frankfurt am Main; † 19. November 1854 in Würzburg) war das achte Kind des Frankfurter Kaufmanns Peter Anton Brentano (aus der Linie der Brentano di Tremezzo) und seiner zweiten Ehefrau Maximiliane von La Roche.
Geboren und getauft wurde sie als Maria Ludovica Katharina Brentano von La Roche. Ludovica nannte sich selbst meist Lulu und war zuletzt die Herrin von Schloss Wasserlos bei Alzenau.

## Leben
Ludovica Brentano wurde als vierzehntes Kind von Peter Anton Brentano geboren. Für ihre Mutter, die vom jungen Goethe verehrte Maximiliane von La Roche, war sie das achte Kind. Sie hatte, da ihr Vater dreimal verheiratet war, insgesamt elf leibliche Geschwister und acht Halbgeschwister.
Im Alter von sechs Jahren verlor sie ihre Mutter und als Zehnjährige ihren Vater und wurde somit Vollwaise. Zusammen mit ihren Schwestern Bettina, Gunda und Meline kam sie in das Kloster der Ursulinen nach Fritzlar, wo sie eine strenge Erziehung und eine standesgemäße Ausbildung erhielt.
Am 22. Juli 1805 heiratete sie im Alter von 18 Jahren den Bankier Carl Jordis, einen Frankfurter Bürger, dessen Ahnen unter dem Namen Jordans aus Neuss und Krefeld/Linn stammten. Jordis agierte in den Zeiten der Napoleonischen Kriegen und Wirren sehr geschickt und wurde in Kassel Hofbankier des westphälischen Königs Jérôme Bonaparte. Er errichtete Handelshäuser in Kassel und Paris und kaufte Schloss Schönfeld bei Kassel, wo nun Maskenbälle und Empfänge stattfanden. Lulu flüchtete sich in Putz und Konsum. Im Februar 1809 besuchte König Jerome das Schloss und kaufte es Jordis umgehend ab. Unter anderem für den Verkauf dieser Immobilie wurde Carl Jordis in den Adelsstand erhoben. Neben dem Namen von Jordis ist auch die Variante von Jordans überliefert. 
1812 verlegte das Ehepaar seinen Wohnsitz nach Paris, wo die gesellige und geistreiche Lulu einen Salon unterhielt. Ihre Ehe verlief jedoch nicht glücklich, da es ihr Ehemann mit der Treue nicht sehr genau nahm. Lulu trug sich deshalb früh mit dem Gedanken an Scheidung, konnte diese als Katholikin aber erst 1824 durch eine päpstliche Dispens erwirken. 

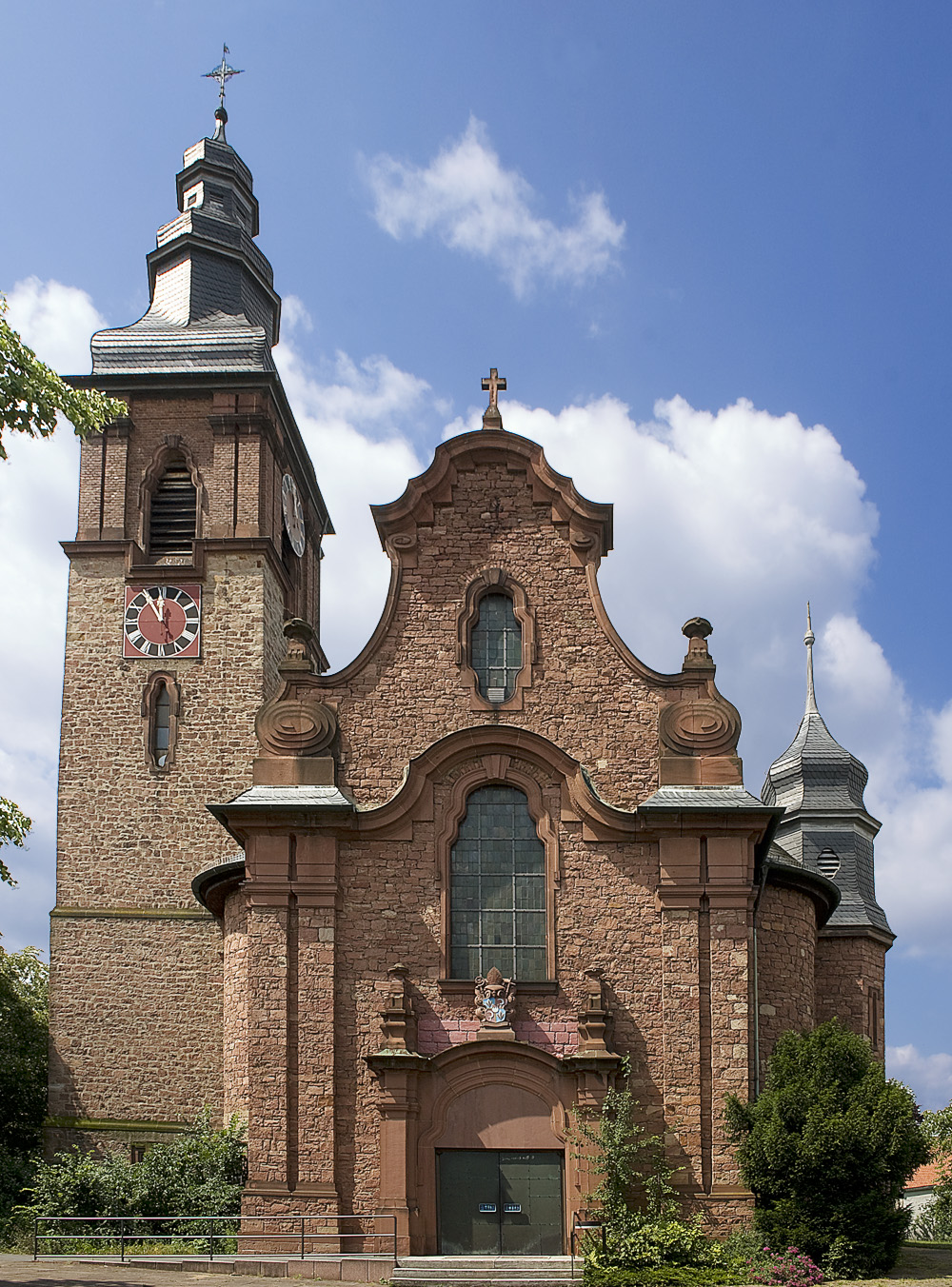
St. Katharina, Wasserlos

Ludovica des Bordes begründete eine Stiftung in ihrem Namen. Nach der Scheidung lebte Lulu zunächst in Mainz, dann in Berlin. 1827 heiratete sie ihren zweiten Ehemann, den aus Brüssel stammenden Richard Peter von Rosier des Bordes, der jedoch bereits 1831 in Paris verstarb. Kinderlos geblieben, adoptierte Lulu im Jahr 1838 Maria Julia Magdalena, genannt Meline (* 22. Juli 1817). Am 22. Februar 1845 erwarb sie Schloss Wasserlos bei Alzenau und bezog es gemeinsam mit Tochter Meline, Schwiegersohn Moritz Graf zu Bentheim-Tecklenburg-Rheda und ihren drei Enkelkindern.

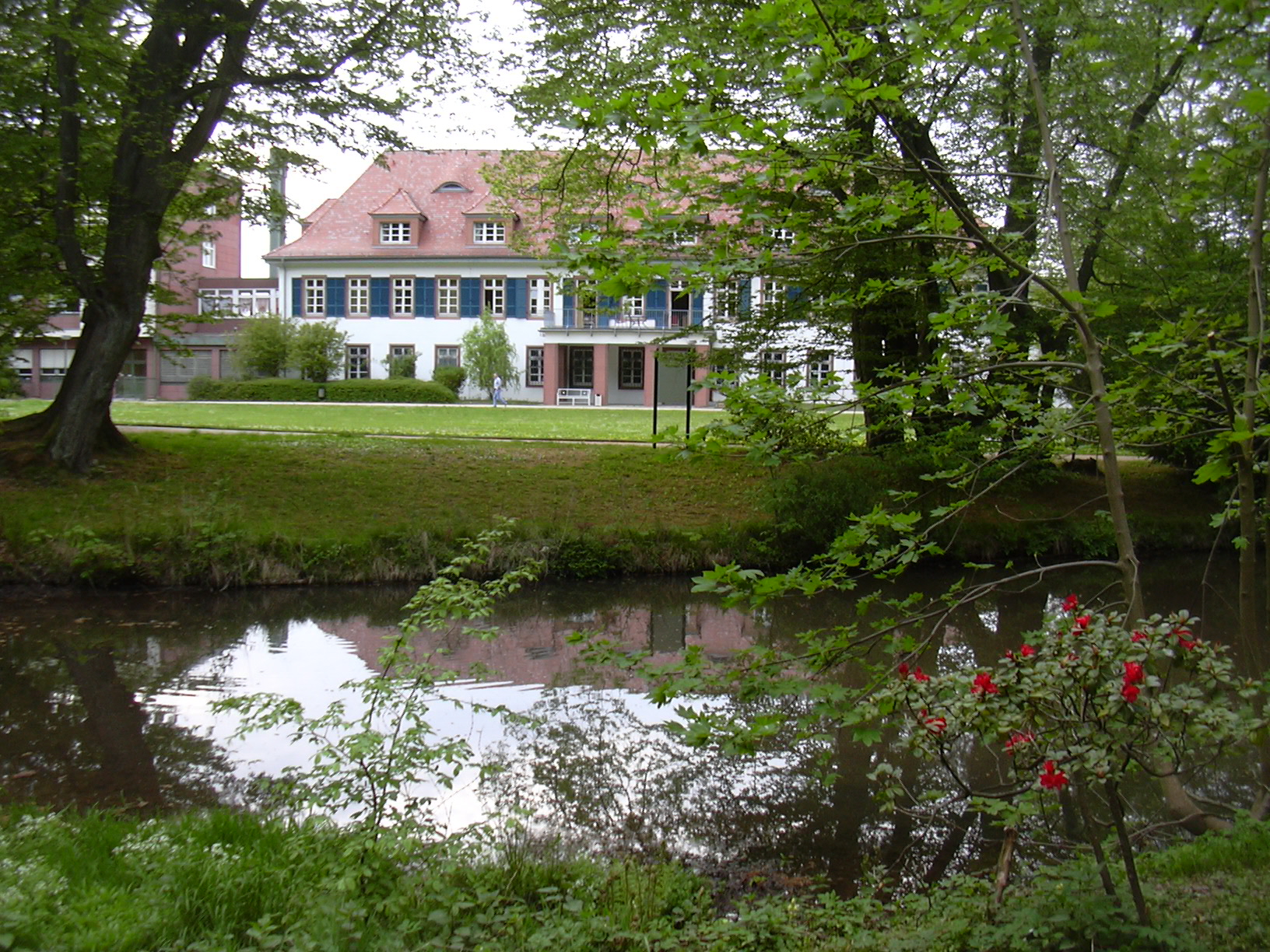
Schloss Wasserlos, heute Abt. Geriatrie des Kreiskrankenhauses des Landkreises Aschaffenburg

Lulu hielt in dieser Zeit engen Kontakt zu ihren Brüdern Clemens Brentano und Georg Brentano in Frankfurt. Sie unterstützte Georg finanziell und geistig bei seinem Vorhaben der Schaffung eines Landschaftsparks, des heutigen Brentanoparks in Rödelheim. Sie verfasste einige Märchen, Kinderlieder und geistliche Lieder, die als Buch veröffentlicht wurden. Auch unterstützte sie finanziell die Brüder Grimm und bereicherte deren Sammlung Kinder- und Hausmärchen mit einem Märchen aus ihrer Kindheit, Der Löwe und der Frosch. Darüber hinaus wirkte sie in der kleinen, aber wohlhabenden katholischen Gemeinde des protestantisch geprägten Frankfurt als Mäzenin, indem sie eine katholische Gemeinde in Rödelheim samt Pfarrer finanzierte. Auch kaufte sie ein Haus, ließ für 60 katholische Kinder eine Schule einrichten und bestellte eine Lehrerin dazu.
Während eines Aufenthaltes in Würzburg erkrankte Ludovica an einer Magenentzündung. Sie verstarb am 19. November 1854 morgens um halb elf in Würzburg in der Zweitwohnung der Familie des Schwiegersohnes in der Hofstraße, an Pleuritis. Sie wurde in der Grablege der Brentanos auf dem Altstadtfriedhof Aschaffenburg bestattet.

## Stiftung
Sie stiftete 2000 Gulden zum Bau einer neuen Kirche in Wasserlos und den gleichen Betrag zugunsten der Armen der Gemeinde, der jedoch bedingt durch die Inflation 1923 nahezu wertlos wurde.
Das Schloss ist heute im Besitz des Landkreises Aschaffenburg und wurde umgebaut zum Kreiskrankenhaus Wasserlos.

## Denkmal
Ihr zu Ehren wurde im September 2002 ein von Theophil Steinbrenner gestaltetes Denkmal in der Hahnenkammstraße im Alzenauer Ortsteil Wasserlos errichtet. Es hat die Form eines Rundturms, in dem Lulu aus einem geöffneten Gitterfenster herausschaut und den zwei darunter stehenden Kindern aus ihrem Liederbuch etwas vorträgt.

## Werke
- Kinderlieder, G. Joseph Manz, Regensburg, 1853.
- Kinderlieder, (größere Ausgabe), G. Joseph Manz, Regensburg, 1854.
- Geistliche Lieder, G. Joseph Manz, Regensburg, 1853.